# Mimi (Nepal)
Mimi (nep. मिर्मी) – gaun wikas samiti w zachodniej części Nepalu w strefie Karnali w dystrykcie Humla. Według nepalskiego spisu powszechnego z 2011 roku liczył on 193 gospodarstwa domowe i 1143 mieszkańców (562 kobiety i 581 mężczyzn).